# Friedhofshalle und Gedenkstätte der jüdischen Gemeinde, Düsseldorf

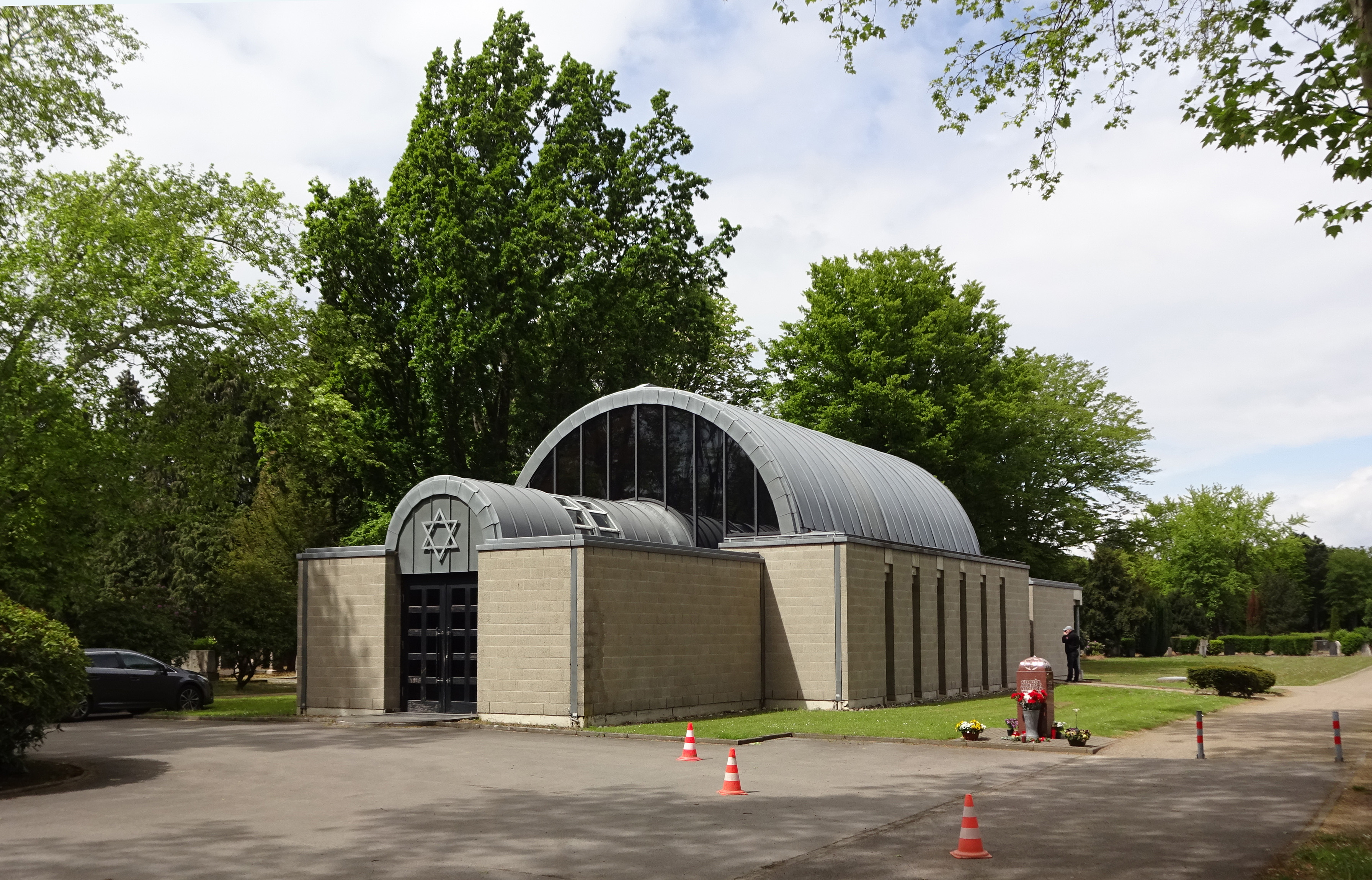
Friedhofshalle und Gedenkstätte der jüdischen Gemeinde Düsseldorf (2019)

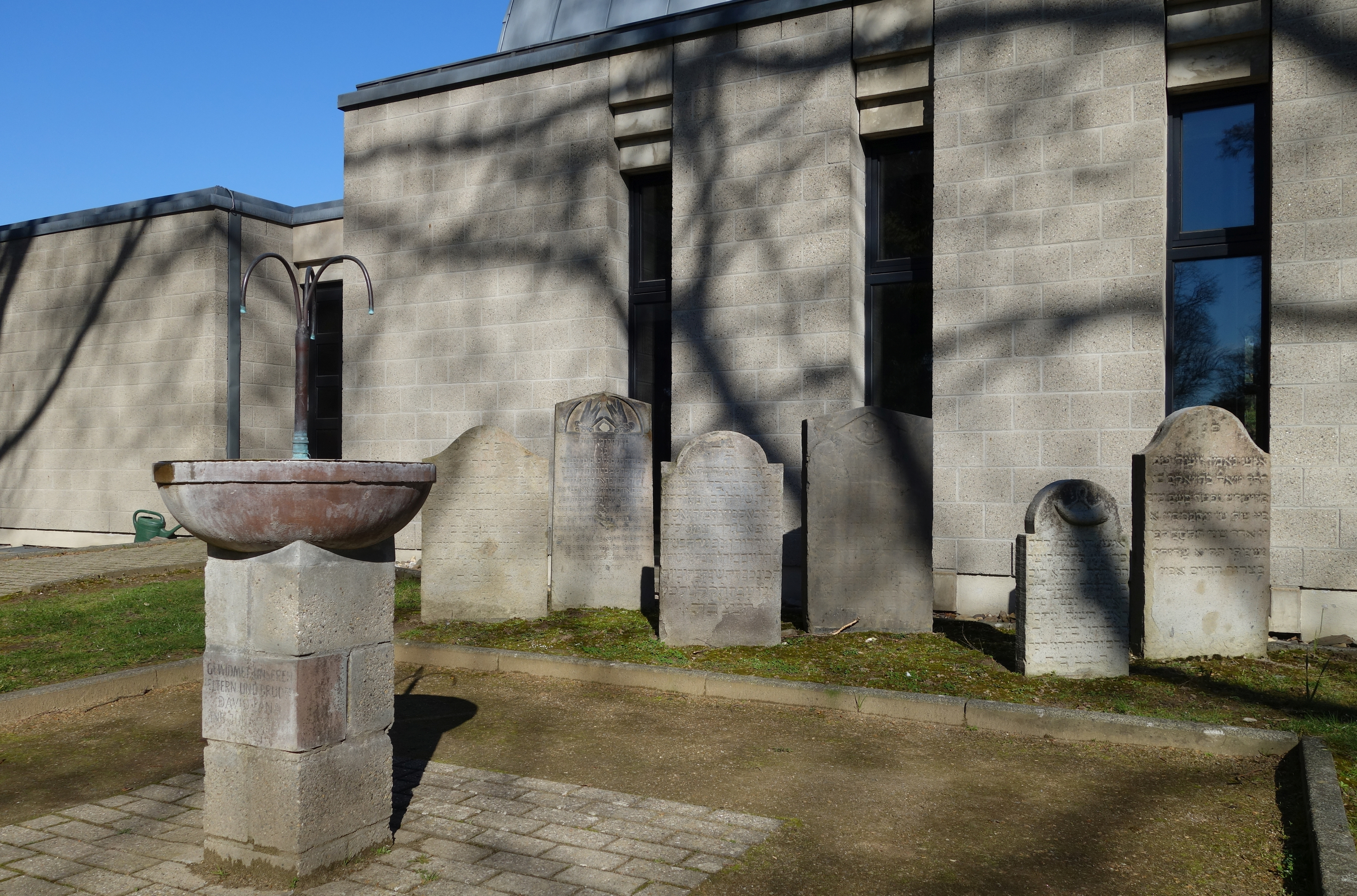
Sechs Grabsteine aus dem 18. Jahrhundert an der Friedhofshalle (2019)

Die Friedhofshalle und Gedenkstätte der jüdischen Gemeinde, Düsseldorf wurde 1986 nach Plänen von Wolfgang Döring errichtet.

## Lage und Beschaffenheit
Auf dem Gebiet des Nordfriedhofs, nahe dem Eingang Ulmenstraße, befindet sich der neue jüdische Friedhof, der jedoch offiziell nicht Bestandteil des Nordfriedhofs ist. Auch wird er, anders als der restliche Nordfriedhof, nicht von der Stadt Düsseldorf, sondern von der ortsansässigen jüdischen Gemeinde verwaltet.
Friedhofshalle und Gedenkstätte sind miteinander verbunden. Deutlich ist die Gedenkstätte hervorgehoben. Jeder, der die Friedhofshalle besuchen will, muss vorher durch die Gedenkstätte gehen. Ein großes Vordach wurde aus der Struktur der Friedhofshalle entwickelt und verbindet alle Baukörper zu einem Ensemble.

## Architektur
Die Gedenkstätte hat die klassischen Proportionen der Addition zweier Würfel von jeweils fünf zu fünf Metern. Vorbild für die Proportionen waren die Synagoge El Tránsito in Toledo und die Pazzi-Kapelle in Florenz. Das Dach wurde von den Wänden durch ein Lichtband getrennt. Dadurch scheint das Dach zu schweben, und die Wände erhalten Streiflicht von oben. Die Oberflächen der Wände sind mit Naturstein gearbeitet, in den die Namen der Konzentrationslager und der Opfer eingraviert sind. An der Stirnwand brennt ein Ner Tamid. Die Friedhofshalle besteht aus einer Binderkonstruktion. Das Innere wurde schlicht, die Wandoberflächen in hellgrau gestaltet. Friesartig umlaufende Texte wurden an den Wänden angebracht.